# Geiselnahme von Stockholm

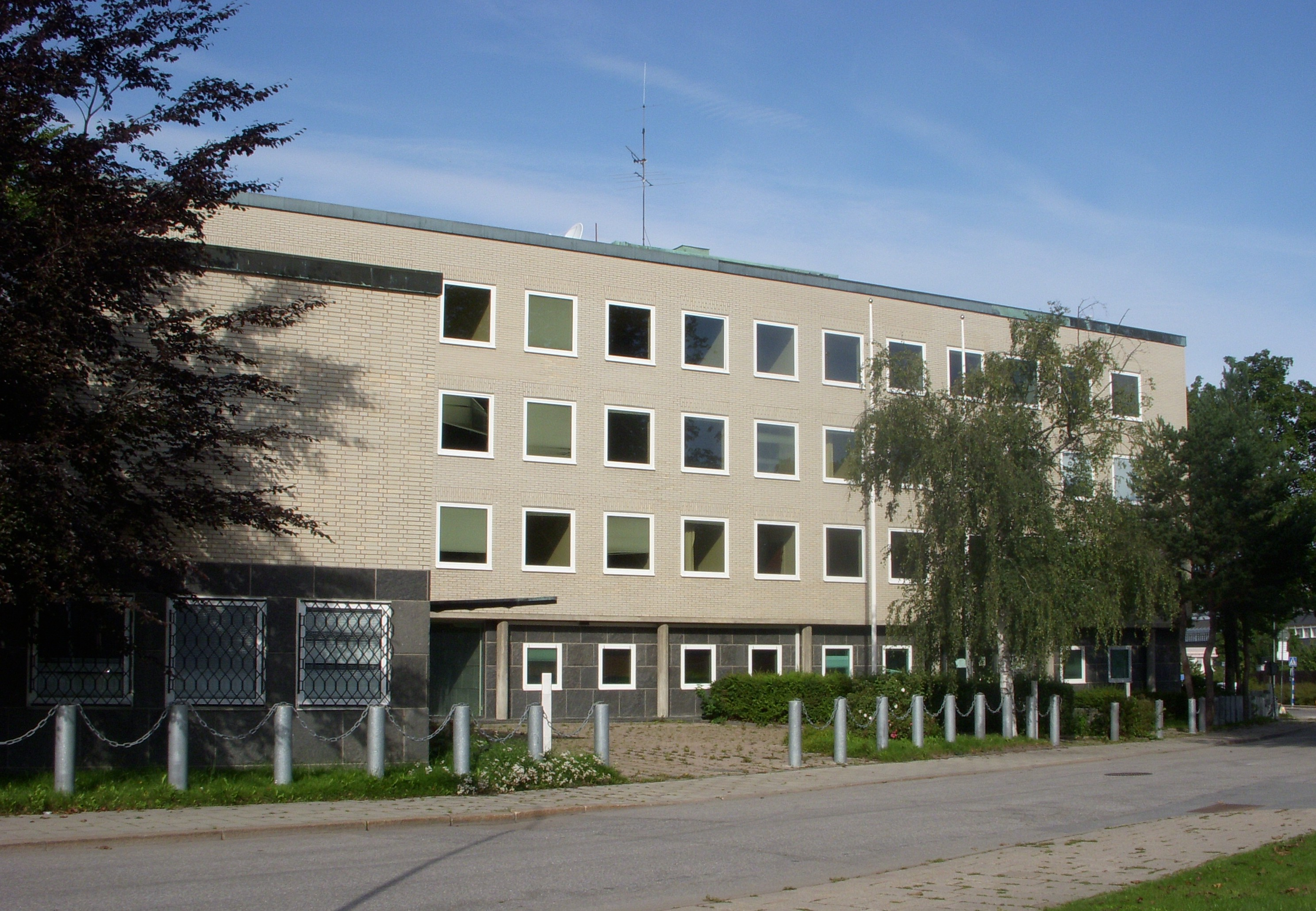
Die deutsche Botschaft in Stockholm im August 2008

Die Geiselnahme von Stockholm war ein Terroranschlag eines Kommandos der linksextremistischen  Rote Armee Fraktion (RAF), der sich am 24. April 1975 ereignete. Sechs Terroristen verschafften sich Zugang zur bundesdeutschen Botschaft in Stockholm (Schweden), nahmen dort zwölf Geiseln und ermordeten zwei von ihnen. Ein weiterer Botschaftsmitarbeiter, der nicht zu den Geiseln gehörte, erlag den Spätfolgen, die unmittelbar mit dem Attentat in Verbindung gebracht werden können. Nach der wahrscheinlich unbeabsichtigten Explosion des durch die Terroristen zuvor verteilten Sprengstoffs konnten die restlichen Geiseln fliehen. Die überlebenden Geiselnehmer wurden zu langjährigen Haftstrafen verurteilt.

## Vorgeschichte
Der später ermordete Militärattaché der Botschaft, Andreas Baron von Mirbach, erhielt bereits im Herbst 1974 durch einen anonymen Hinweisgeber aus Hamburg per Telefon die Information, dass sein Leben in Gefahr sei. Das Ehepaar von Mirbach schlussfolgerte daraus damals jedoch nicht, dass sich der Hinweis auf einen Anschlag auf die Botschaft beziehen könnte. Bei dem Anrufer handelte es sich wahrscheinlich um einen Mitwisser aus der Hamburger linksextremen Szene.
Ähnliche Ansprachen und verdächtige Verhaltensweisen, vor allem das Fotografieren des Botschaftsgeländes und ihrer Privathäuser, wurden auch von anderen Botschaftsmitarbeitern und der Familie von Heinz Hillegaart, dem zweiten der drei Opfer, berichtet.
In Stockholm und zum Teil auch direkt vor dem Botschaftsgebäude selbst fanden kleinere Protest- und Solidaritätsveranstaltungen linker Gruppierungen statt, die sich auf den bevorstehenden Prozess in Stuttgart-Stammheim gegen die einsitzende Führungsriege der ersten Terroristengeneration bezogen. Zu solchen Treffen reisten teilweise auch Multiplikatoren aus dem politisch linksextremen Spektrum aus Deutschland an, darunter auch RAF-Anwalt Siegfried Haag persönlich. Eine Gruppe von Helfern um diesen Anwalt, der später selbst zum Terrorist wurde, übernahm die Ausspähung europäischer Botschaften, beispielsweise auch in London und Bern. Die Sicherheitsvorrichtungen der deutschen Botschaften wurden in vielen Ländern aufgrund der Bedrohungslage überprüft und verschärft, so wurde in Stockholm eine Stahlgittertür zwischen dem 2. und 3. Stock des Botschaftsgebäudes eingebaut.
Am 27. Februar 1975, drei Tage vor der Wahl zum Berliner Abgeordnetenhaus, hatten Terroristen der Bewegung 2. Juni Peter Lorenz, den damaligen Spitzenkandidaten der CDU Berlin, entführt. Die Bundesregierung (Kabinett Schmidt I) hatte der Forderung der Entführer nachgegeben und fünf Straftäter aus der RAF sowie der Bewegung 2. Juni freigelassen und in den Südjemen ausfliegen lassen.

## Verlauf
Gegen 11:30 Uhr des 24. April 1975 betraten insgesamt sechs RAF-Terroristen (Karl-Heinz Dellwo, Siegfried Hausner, Hanna Krabbe, Bernhard Rössner, Lutz Taufer und Ulrich Wessel) in kurzem Abstand partnerweise die Botschaft der Bundesrepublik in Stockholm, indem sie dem Wachmann vorgaben, konsularische Unterstützung zu benötigen. Die Anwesenheit des RAF-Terroristen Stefan Wisniewski in einem Versteck außerhalb des Botschaftsgeländes ist nicht gesichert. Er könnte sich in Bereitschaft für unvorhergesehene Situationen gehalten und an der Verbreitung kurzer Erklärungen mitgewirkt haben, die nachmittags in Briefkästen mehrerer lokaler Nachrichtenagenturen in Stockholm gefunden wurden. Deshalb kamen in den Medien schon während der laufenden Tat Vermutungen auf, dass es außerhalb der Botschaft in Stockholm noch Helfer geben müsse. Hinweise, dass es sich hierbei um Wisniewski handelte, finden sich bei einigen Fachautoren, wobei als Quelle hierfür Peter-Jürgen Boock angedeutet wird. Den meisten Personen im Botschaftsgebäude gelang die Flucht, andere versteckten und verbarrikadierten sich an verschiedenen Orten innerhalb des Gebäudes. Der Botschafter selbst, Heinz Dietrich Stoecker, konnte sich zu Beginn unter einem Schreibtisch im Archivraum des dritten Stocks verstecken. In Verantwortung vor seinen Mitarbeitern verließ er jedoch das Versteck und stellte sich den Geiselnehmern. Eine weibliche Person versteckte sich über mehrere Stunden in einem Schrank, konnte Teile der Gespräche der Täter untereinander mithören und wurde deshalb zur wichtigen Zeugin des Geschehens. Schließlich verließ sie den Schrank und ergab sich den Besetzern.
Die Nachricht über den Überfall erreichte die schwedische Polizei über einen privaten Sicherheitsdienst um ca. 11:50 Uhr. Da aus dem Gebäudeinneren Schüsse zu vernehmen waren, forderten die eingetroffenen Polizisten Krankenwagen und Verstärkung an. Unter dem Schutz der Polizei konnten weitere Personen die unteren beiden Stockwerke der Botschaft verlassen. Die Geiselnehmer zogen sich vollständig in den 3. Stock zurück und verlagerten die Geiseln von der Bibliothek in das Zimmer des Botschafters. Der Versuch der Polizei, in das 3. Stockwerk vorzurücken, scheiterte am Beschuss durch die Geiselnehmer. Der Aufforderung der Terroristen, das Gebäude vollständig zu verlassen, kamen die Polizisten jedoch zunächst nicht nach.
Die Besetzer bezeichneten sich, dem Benennungsmuster der Terrororganisation folgend, selbst als Kommando Holger Meins. Bereits bei diesem ersten Telefonat mit Einsatzkräften der schwedischen Polizei forderten sie die Freilassung von Gefangenen der Baader-Meinhof-Bande, andernfalls würde eine Geisel nach der nächsten ermordet. Mehrere Telefonate der Terroristen mit der Einsatzleitung, dem Justizminister Schwedens, der Frau und des Sohnes des Botschafters sind als Tonbandmitschnitt erhalten. Der Sohn des Botschafters, Folkmar Stoecker, hielt sich aufgrund seiner Arbeit als Diplomat am Tag der Geiselnahme im Auswärtigen Amt in Bonn auf und erfuhr dort von den Geschehnissen und der Geiselhaft seines Vaters. Gemeinsam mit einer Delegation flog er am späten Nachmittag nach Stockholm und übernahm an der Botschaftsresidenz von seiner Mutter, Ingrid Stoecker, zwischenzeitlich den telefonischen Kontakt zu Lutz Taufer von der Terroristengruppe.
Gegen 13:40 Uhr wurde der Militärattaché Oberstleutnant i. G. Andreas von Mirbach aus dem Botschafterzimmer geholt und am Treppengeländer des Treppenhauses durch die Terroristen gezwungen, seine eigene Erschießung anzukündigen, wenn sich die schwedische Polizei nicht bis 14 Uhr aus dem Untergeschoss der Botschaft zurückziehen würde. Nach Konsultationen mit der Einsatzleitung wurde durch die Polizei entschieden, den Forderungen nicht nachzukommen. Der Konsul der Botschaft, der sich nicht unter den Geiseln befand und das Ultimatum mitbekam, trat in telefonischen Kontakt mit Verantwortlichen des Auswärtigen Amt in Bonn und schilderte die dramatische Eskalation, in der Hoffnung etwas für das Leben seines Kollegen unternehmen zu können, etwa die Polizei zur Räumung veranlassen zu können. Ein Verantwortlicher im Auswärtigen Amt empfahl, sich an die höchste greifbare Expertise, also der Einschätzung der anwesenden schwedischen Polizei, zu halten. Eine Relativierung dieser Empfehlung veranlasste der Außenminister Hans-Dietrich Genscher persönlich, mit der Betonung, dass der Schutz von Menschenleben höchste Priorität genieße. Sie erreichte allerdings erst gegen 14:40 Uhr die Einsatzkräfte in Stockholm, also zu spät.
Kurz vor 14 Uhr wurde von Mirbach unter Waffengewalt gezwungen selbst ein Zweiminuten-Ultimatum anzukündigen. Als das Ultimatum verstrich, schossen zwei Terroristen unmittelbar von hinten fünfmal auf die Geisel und stießen ihn die obere Treppe des Botschaftsgebäudes hinunter. Eine Bitte der Polizei, den noch lebenden von Mirbach bergen zu dürfen, wurde von den Besetzern anfänglich abgelehnt und mit weiteren Drohungen und Hinweis auf die Handgranaten verbunden. Erst ca. eine Stunde nach den Schüssen durften zwei bis auf die Unterhosen entkleidete schwedische Polizisten von Mirbach aus dem Gefahrenbereich befördern. Nach einer Operation verstarb dieser zwei weitere Stunden später. Unter dem Eindruck der Schüsse auf den Militärattaché und der Drohungen der Geiselnehmer zog sich die Polizei bis kurz vor 15 Uhr vollständig aus dem Hauptgebäude zurück und verlagerte sich auf ein Nebengebäude der Botschaft, der Residenz des Botschafters.
Die Terroristen begannen unterdessen den mitgebrachten Sprengstoff, ca. 15 kg TNT, zu verteilen und zu verkabeln. Diese Tätigkeit dauerte bis in die Dunkelheit hinein. Die Einsatzkräfte bereiteten sich auf eine mögliche Erstürmung des Gebäudes vor und übten nahe der Botschaft den hierzu vorgesehenen Einsatz und Umgang mit entsprechendem Gas. Starke Scheinwerfer erleuchteten das Gebäude von außen. Aufgrund der aufgestellten Stromgeneratoren waren die späteren Rufe von Hillegaart unmittelbar vor seiner Erschießung am offenen Fenster von außen deshalb nicht zu verstehen.
Die Forderungen der Geiselnehmer konnte im weiteren Verlauf telefonisch durch die Terroristen zwei Presseagenturen in Form einer kurzen Erklärung mit einer Namensliste übermittelt werden. Die Hauptforderung war die Freilassung von 26 Inhaftierten, fast ausschließlich Mitglieder der RAF, darunter neben Untersuchungshäftlingen (z. B. Manfred Grashof: dringender Tatverdacht und späteres Urteil wegen Mordes) auch mehrere bereits von Gerichten verurteilten Straftätern (z. B. Werner Hoppe). Auf der Liste stand unter anderem die gesamte Führungsriege der 1. Terroristengeneration, außer Horst Mahler, der zu diesem Zeitpunkt bereits aus der RAF ausgeschlossen worden war. Die Gefangenen sollten bis 21 Uhr gemeinsam mit einem Flugzeug ausreisen und dabei von Anwälten und dem Botschafter Schwedens in Deutschlands zur Absicherung des freien Geleits begleitet werden. Die geplante Freipressung lehnte sich im Muster damit einerseits stark an die einige Wochen zuvor aus Tätersicht erfolgreiche Lorenz-Entführung an, ging aber andererseits in der Forderung quantitativ und qualitativ deutlich darüber hinaus. Keiner der damals freigepressten fünf Terroristen saß wegen eines vollendeten Tötungsdelikts im Gefängnis, die meisten von ihnen lediglich wegen Banküberfällen. Im Erklärungstext mit den Forderungen an die Presseagenturen schoben die Geiselnehmer die Verantwortung für die Erschießung von Mirbachs der Polizei zu und kündigten zudem an, zu jeder vollen Stunde nach Ablauf des 21-Uhr-Ultimatums einen weiteren Beamten des Auswärtigen Amts zu erschießen, wenn die Forderungen nicht erfüllt würden. Namentlich sind in der Erklärung der Wirtschaftsattaché Heinz Hillegaart und der Kulturreferent Arno Elfgen aufgeführt.
Um 20 Uhr beschloss der Krisenstab um Bundeskanzler Helmut Schmidt und der Ministerpräsidenten der Länder, nicht auf die Forderungen der Terroristen einzugehen. Schmidt eröffnete eine Zusammenkunft seines Krisenstabes mit den Worten: „Meine Herren, mein ganzer Instinkt sagt mir, dass wir hier nicht nachgeben dürfen.“ Um 20:46 Uhr teilte der deutschsprechende schwedische Justizminister, Lennart Geijer, der von Ministerpräsident Olof Palme an die Botschaft beordert worden war, den Besetzern telefonisch mit, dass sich der Krisenstab in Bonn dazu entschieden hat, nicht auf ihre Forderungen einzugehen. Dies stand im Widerspruch zu den Aussagen von Folkmar Stoecker, dem Sohn des in Geiselhaft befindlichen Botschafters, der den Geiselnehmern den Eindruck erweckte, die deutsche Regierung gehe tendenziell auf die Forderungen der Terroristen ein und unternehme Schritte zu deren Umsetzung. Die widersprüchlichen Aussagen von Stoecker und Geijer gegenüber den Geiselnehmern wurden von den Terroristen kritisiert und der telefonische Kontakt erst mal unterbrochen. Anschließend übernahm der Ministerialdirigent des Bundesinnenministeriums, Dr. Gerhard Heuer, der mit nach Stockholm geflogen war, die Gesprächsführung. Er konfrontierte die Geiselnehmer telefonisch mit der abschließenden Entscheidung, dass die deutsche Regierung in keiner Weiser auf die Forderungen eingehen werde. Davon unbenommen war ein Angebot der schwedischer Regierung auf freies Geleit, wenn sie im Gegenzug alle Geiseln freiließen. Dieses Angebot wurde mit wenigen Worten von den Geiselnehmern abgelehnt.
Gegen 22:20 Uhr erschoss einer der Terroristen den Wirtschaftsattaché Heinz Hillegaart öffentlich sichtbar an einem offenen Fenster. Um ca. 23:00 wurden die drei weiblichen Geiseln von den Besetzern mit einer mitgereichten kurzen schriftlichen Erklärung freigelassen. In dieser zweiten schriftlichen Mitteilung bekräftigten die Terroristen ihre ursprüngliche Forderung und verschärften sie dahingehend, dass sie nun nicht mehr mit der stündlichen Exekution weiterer Geiseln drohten. Stattdessen kündigten sie die kollektiven Tötung aller Anwesenden durch den Sprengstoff an, falls ihre Forderungen nicht erfüllt würden. Zu diesem Zeitpunkt waren sieben männliche Botschaftsmitarbeiter als Geiseln in Gefangenschaft im Botschafterzimmer verblieben.
Um 23:46 Uhr explodierte der Sprengstoff aus nicht gesicherten Gründen, wahrscheinlich aus Unachtsamkeit der Terroristen, unbedachten Bewegungen der Geiseln oder technischen Problemen. In der späteren Gerichtsverhandlung behaupteten die Terroristen, die Einsatzkräfte vor Ort hätten ihn gezündet, was von der Bundesregierung gebilligt worden sei. Das Gericht schenkte dieser Erklärung aber keinen Glauben. Hans-Joachim Klein schrieb später, dass die Explosion dadurch ausgelöst wurde, dass einer der Terroristen über einen Draht stolperte und damit die Elektrozündung auslöste. Die Explosion beschädigte das Botschaftsgebäude schwer und verletzte alle verbliebenen Geiseln und die Geiselnehmer zum Teil schwer. Die Geiseln konnten, aufgrund ihrer Verletzungen zum Teil mit gegenseitiger Unterstützung, fliehen und wurden dabei von den Besetzern nicht mehr aufgehalten. Die meisten Terroristen konnten durch die Polizei bei ihrem Versuch sich in der chaotischen Situation vom Tatort davonzustehlen, letztlich ohne Widerstand außerhalb des Gebäudes ergriffen werden. Der Geiselnehmer Ulrich Wessel wurde schwerverletzt im Gebäude gefunden und starb zwei Stunden später in einem Krankenhaus. Der Terrorist Hausner erlag zehn Tage später, am 5. Mai 1975, seinen Verletzungen in der Krankenstation der JVA Stuttgart.
Der Konsulatsmitarbeiter Ernst Peterlechner starb 1988 an den Spätfolgen der Geiselnahme von Stockholm.

## Juristische Aufarbeitung und Strafverbüßung
Die vier überlebenden Terroristen (Krabbe, Dellwo, Taufer und Rössner) wurden am 20. Juli 1977 vom Oberlandesgericht Düsseldorf zu jeweils zweimal lebenslangen Freiheitsstrafen wegen gemeinschaftlichen Mordes in zwei Fällen sowie Geiselnahme und versuchter Nötigung eines Verfassungsorgans verurteilt. Der 3. Strafsenat des Bundesgerichtshofes verwarf am 1. März 1978 die Revisionen der Angeklagten gegen dieses Urteil als unbegründet.
Siegfried Haag, der bereits in seiner Zeit als legal operierender Anwalt mindestens vier der sechs Täter aus Stockholm angeworben hatte, wurde im April 1975 kurzfristig verhaftet und wieder auf freien Fuß gesetzt. Er tauchte spätestens 1975 selbst als Terrorist ab und warb bis zu seiner Verhaftung am 30. November 1976 mehrere weitere Terroristen an. Haag wurde im Sommer 1979 durch das Oberlandesgericht Stuttgart wegen seiner Rädelsführerschaft und als einer der Initiatoren der Geiselnahme in Stockholm auch wegen Beihilfe zum Mord zu einer Freiheitsstrafe von fünfzehn Jahren Haft verurteilt und im Jahr 1987 aus der Haft entlassen.
Rössner wurde am 17. November 1992 aufgrund seiner mentalen Verfassung Strafausstand gewährt, im Frühjahr 1994 wurde er begnadigt. Taufer und Dellwo wurden im Frühjahr 1995, Krabbe am 10. Mai 1996 aus der Haft entlassen.

## Umgang der Angehörigen mit der Tat und Erinnerungskultur
Ernst Peterlechner

Link zum Bild

Heinz Hillegaart

Link zum Bild

Andreas Baron von Mirbach

Link zum Bild

Vom Tod ihres Vaters im Krankenhaus erfuhren die zwölfjährigen Zwillingskinder von Mirbachs aus dem Radio am Abend des Anschlags bei Bekannten der Familie. Seine Frau schildert, dass sie die unmittelbare Zeit nach dem Anschlag nur durchstehen konnte, weil sie die Aufarbeitung erst verdrängt hat, um die nötige Kraft zu finden, sich intensiv um die Kinder und das Familienleben zu kümmern. Der Anschlag und der Tod ihres Mannes bleibt ein Trauma, das sie voraussichtlich bis an ihr Lebensende begleiten wird und niemals abschließend aufgearbeitet sein wird.
Ein Sohn von Mirbachs kritisierte Jahrzehnte später in einem Interview, die im Tatverlauf unnötig harte Haltung der Entscheidungsträger, trotz der Todesdrohung der Entführer, die Polizei nicht aus dem Gebäude zurückzuziehen. Der nur geringfügige taktische Vorteil über die Kontrolle des Erdgeschosses des Gebäudes, hätte diese Entscheidung nicht gerechtfertigt. Er unterstrich allerdings im selben Interview, dass er Verständnis für die Entscheidung der Bundesregierung hat, den Freipressungsversuchen prinzipiell nicht stattzugeben. Hätte es die für die Terroristen erfolgreiche Lorenz-Entführung einige Wochen zuvor nicht gegeben, wäre es auch nicht zur Geiselnahme in Stockholm gekommen.
Er kritisiert an anderer Stelle, dass bis in die Gegenwart dem Verhalten und forensischen Persönlichkeitsstudien der Täter zu viel Aufmerksamkeit geschenkt wird. Die Opfer und ihre Angehörigen finden in der medialen Rezeption hingegen kaum Beachtung. So blieben beispielsweise im Film Der Baader Meinhof Komplex die Charaktere der Opfer blass und schemenhaft entwickelt und im Erzählstrang an den Rand gedrängt, während die Täter als starke und interessante Persönlichkeiten dargestellt werden.
Die drei Kinder und die Frau von Heinz Hillegaart erfuhren zum Teil telefonisch und zum Teil durch Mitschüler an ihren Schulen von dem Anschlag. Sie empfanden es als belastend, dass von offiziellen Stellen keinerlei psychologische Unterstützung in den Stunden der Tat und des bangen Hoffens auf einen guten Ausgang zur Verfügung gestellt wurde. Besonders niederschmetternd war für die Familie die Nachricht, dass die Bundesregierung nicht auf die Forderungen der Terroristen eingehen würde. Von der Ermordung ihres Vaters beziehungsweise Ehemanns erfuhr die Familie durch die Frau des Botschafters, Ingrid Stoecker, telefonisch. Dadurch, dass die beiden Töchter schon erwachsen waren, konnten sie ihre Mutter unterstützen, so dass sie sich besonderes um den jüngeren Sohn, zum Zeitpunkt der Tat dreizehn Jahre alt, kümmern konnte.
Heinz Hillegaart wird von den Kindern als tolerante Persönlichkeit beschrieben, der auch den Kontakt und das Gespräch zur protestierenden Studierendengeneration dieser Jahre und den Demonstranten vor der Botschaft gesucht hat. Er teilte die Forderung vieler Studierenden, sich kritisch mit der Vergangenheit der Elterngeneration auseinanderzusetzen, und empfand es als richtig, die Aufarbeitung der nationalsozialistischen Gewaltherrschaft in zu reformierende Hochschulen, weg von der Ordinarienuniversität, in die Hörsäle zu tragen. Hillegaart stand nach Aussagen der Töchter damit nicht nur beruflich für Dialog und Diplomatie. Im Nachkriegsdeutschland sah er ein Defizit an gelebter Demokratie, radikale und militante Protestformen lehnte er hingegen ab. Beide Töchter Hillegaarts begrüßten die vorzeitige Entlassung vieler linksmilitanter Straftäter als ein Zeichen, ein neues Kapitel in der Geschichte aufzuschlagen und die Argumentation übertriebener Härte des Staates während der Haft, die wiederholt zur Rekrutierung weiterer Terroristen geführt hat, zu entkräften. Die persönliche Trauerarbeit konnten sie abschließen.
Das Auswärtige Amt in Berlin erinnert durch eine Gedenkwand im Haus am Werderschen Markt und in einem permanenten Internetauftritt an jene Angehörigen des Auswärtigen Dienstes, die in Ausübung ihres Dienstes ums Leben kamen; somit auch an Hillegaart, von Mirbach und Peterlechner.

## Nachträgliche Verlautbarungen der Täter zu ihrer Tat und Schuld
Eine Bereitschaft, Auskunft darüber zu geben, wer die Erschießungen unmittelbar durchführte, ist bis in die Gegenwart bei den Tatbeteiligten nicht erkennbar. In dieser Hinsicht existiert zwischen den Verdächtigen ein Kartell des Schweigens, wie bei vielen weiteren Tätergruppen von Anschlägen der RAF. Die weitaus meisten ihrer Morde konnten deshalb nicht vollständig aufgeklärt werden.
Das Ausmaß des öffentlichen Eingeständnisses von Schuld und Reue ist bei den Tätern individuell verschieden ausgeprägt und je nach Zielpublikum des Kommunikationsmediums ambivalent. In mehreren Interviews und Publikationen für die Allgemeinheit erkennen Taufer und Dellwo an, dass die Tötung Unschuldiger zur Freipressung Gefangener moralisch nicht vertretbar war. Sie räumen mittlerweile ein, dass sie Schuld auf sich geladen haben und die Tat auch für die Durchsetzung ihrer damaligen Ziele ein Fehler war. Die moralische Qualität der Ziele und der Straftaten der Terrororganisation selbst und die Bereitschaft, zur Durchsetzung prinzipiell auch Gewalt bis hin zu Mord anzuwenden, wird indes differenzierter bewertet. In einer Lesung der Rosa-Luxemburg-Stiftung fiel Dellwo im Jahr 2007 bezüglich der Ermordung des Arbeitgeberpräsidenten mit der Äußerung auf, „dass Hanns-Martin Schleyer für die ,Nazi-Kaste‘ gebüßt habe“.
Rössner äußerte 1994 während eines Fernsehinterviews im ZDF, er empfinde keine Reue und kein Bedauern gegenüber den Opfern und ihren Angehörigen. Clais von Mirbach, Sohn des erschossenen Attachés, erklärte daraufhin, dass er sich wünsche, „dass die Öffentlichkeit solchen Selbstverklärungen und Verharmlosungen entschiedener entgegenträte.“

## Film
- Stockholm 75 (Schweden) Dokumentarfilm, 2003,  Regie: David Aronowitsch
- Terror in der Botschaft: Die RAF-Geiselnahme von Stockholm. Zweiteiliger Dokumentarfilm. 2025, Regie: Johanna Becker

## Trivia
Aus der Adelsfamilie von Mirbach stammte auch Wilhelm von Mirbach-Harff. Dieser war Gesandter des Deutschen Reiches in Sowjetrussland und wurde im Juli 1918 durch Linke Sozialrevolutionäre ermordet.